# Grammy for bedste traditionelle blues album
Grammy for Best Traditional Blues Album er en amerikansk pris der uddeles af Recording Academy for årets bedste blues-album inden for traditionel blues (i modsætning til Best Contemporary Blues Album). Prisen gives til kunstneren, idet den dog fra 2001 til 2003 også blev givet til tekniker og producer. Prisen har været uddelt siden 1983.
Fra 1983 til 1992 hed prisen Best Traditional Blues Performance og den blev to gange givet for en sang i stedet for et album.

## Modtagere af Grammy for Best Traditional Blues Album
- 2010: Ramblin' Jack Elliott for A Stranger Here

- 2009: B.B. King for One Kind Favor
- 2008: Henry James Townsend, Joe Willie "Pinetop" Perkins, Robert Lockwood, Jr. og David Honeyboy Edwards for Last of the Great Mississippi Delta Bluesmen: Live in Dallas
- 2007: Ike Turner for Risin' with the Blues
- 2006: B.B. King & Friends for 80
- 2005: Etta James for Blues to the Bone
- 2004: Buddy Guy for Blues Singer
- 2003: Anthony Daigle, John Holbrock (teknik) & B. B. King (producer & kunstner) for A Christmas Celebration of Hope
- 2002: John P. Hampton, Jared Tuten (teknik) & Jimmie Vaughan (producer & kunstner) for Do You Get the Blues?
- 2001: Simon Climie (producer), Alan Douglas (teknik), Eric Clapton (producer & kunstner) & B. B. King for Riding With the King
- 2000: B. B. King for Blues on the Bayou

- 1999: Otis Rush for Any Place I'm Going
- 1998: John Lee Hooker for Don't Look Back
- 1997: James Cotton for Deep in the Blues
- 1996: John Lee Hooker for Chill Out
- 1995: Eric Clapton for From the Cradle
- 1994: B. B. King for Blues Summit
- 1993: Dr. John for Goin' Back to New Orleans
- 1992: B. B. King for Live at the Apollo
- 1991: B. B. King for Live at San Quentin
- 1990: Bonnie Raitt & John Lee Hooker for I'm In the Mood

- 1989: Willie Dixon for Hidden Charms
- 1988: Professor Longhair for Houseparty New Orleans Style
- 1987: Albert Collins, Johnny Copeland & Robert Cray for Showdown!
- 1986: B. B. King for "My Guitar Sings the Blues"
- 1985: Sugar Blue, John P. Hammond, J.B. Hutto & the New Hawks, Luther 'Guitar Junior' Johnson, Koko Taylor & the Blues Machine & Stevie Ray Vaughan & Double Trouble for Blues Explosion
- 1984: B. B. King for Blues 'N' Jazz
- 1983: Clarence Gatemouth Brown for Alright Again